# Boga Imre
Boga Imre (Brassó, 1856. február 13. – Kolozsvár, 1924. február 4.) magyar pedagógus, szakíró.

## Életútja
Mint középiskolai tanár nevelésügyi cikkekkel és kiadványokkal jelentkezett. Kötetei: Az idegen nyelvek tanításának lélektani alapja (Máramarossziget, 1907); A német nyelv beszédkészségének kézikönyve lélektani alapon (Kolozsvár, 1917); Javaslat az idegen nyelvek tanulásának ügyében (Kolozsvár, 1921) címek alatt megjelent könyveiben a nyelvtanítás lélektani alapjait vizsgálta.